# Jacques Pierrard de Coraille
Jacques Pierrard de Coraille (c.1670, Metz - 1724, Sarrebruck) est un sculpteur français actif en Sarre durant le premier quart du XVIIIe siècle.

## Biographie
Jacques Pierrard de Coraille est un sculpteur originaire de Metz. Après la révocation de l'édit de Nantes en 1685, il s'installe près de Wilhelmsbrunn. Il suit la construction du monument funéraire de Johann Philipp, Rheingraf de Dhaun. En 1699, il conçoit et réalise les figures des apôtres de l'église du château de Sarrebruck. Pierrard de Coraille participe ensuite à la restauration du château. Vers 1700, il réalise le monument funéraire du comte et de la comtesse Adolf et Eleonore Klare von Nassau-Saarbrücken dans l'église du château. 
En 1705, Pierrard de Coraille réalise le monument funéraire du comte Walrad von Nassau-Saarbrücken-Ottweiler dans l'église d'Ottweiler. Il épouse Angélique de Conde de la Croix (c.1680-1746) en 1706. En 1711, Pierrard de Coraille participe à la construction du château de Montplaisir sur le Halberg. Il travaille ensuite à l'église Saint-Arnual. En 1712, il réalise le monument funéraire du comte et de la comtesse Ludwig Kraft et Philippine Henriette von Nassau-Saarbrücken dans l'église du château de Sarrebruck. Pierrard de Coraille travaille de nouveau à l'église Saint-Arnual. En 1722, il réalise un chemin de croix près de Wallerfangen. Jacques Pierrard de Coraille travaille enfin sur un projet d'église en 1724 avant de décéder à Sarrebruck.
Parmi toutes ses œuvres, on peut citer aussi les statues de Bacchus, Mercure, Apollon, ou Flore, situées à Bouxwiller en Alsace.